# كلاوس فون شتاوفنبرج

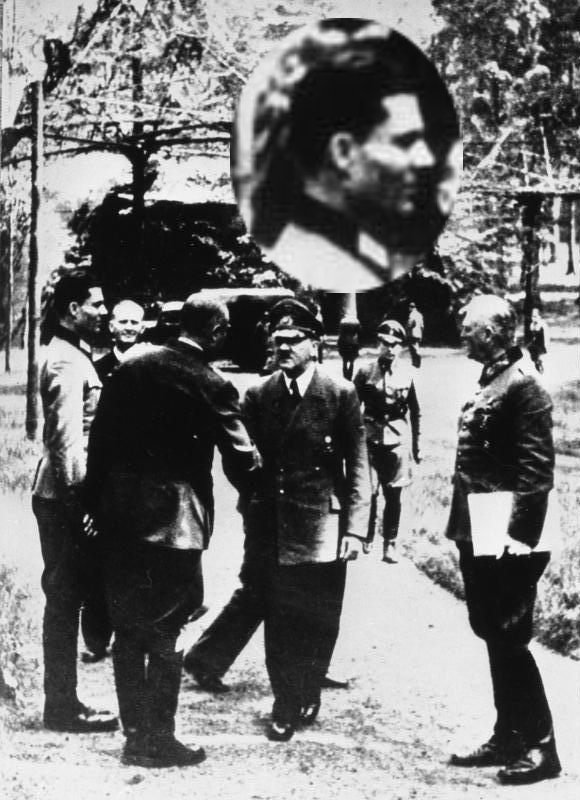
شتاوفنبرج مع هتلر

 كلاوس فيليب شنك فون شتاوفنبرج (بالألمانية: Claus Schenk Graf von Stauffenberg)؛ (1907 - 1944)، كان ضابطًا بالجيش الألماني، وهو شخصية محورية في محاولة اغتيال الزعيم النازي هتلر المعروفة تاريخياً بمؤامرة 20 يوليو سنة 1944، وهي من أهم محاولات الاغتيال التي تعرض لها هتلر. أُعدم رميًا بالرصاص بعد وقت قصير من محاولة فاشلة لتنفيذ عملية فالكيري.

## نشأته
ولد لعائلة كاثوليكية يعد جميع أفرادها من النبلاء الألمان.

## حياته العسكرية
اشترك في المعارك التي دارت في بولندا وفرنسا وعلى الجبهة الروسية، حيث استاء كثيراً من حالة الحرب وسياسة هتلر العسكرية، وبداية الحرب العالمية الثانية، وإنهاك الشباب الألماني.
- عندها بدأ يفكر في اغتيال هتلر واعتقاده بأن اغتيال هتلر سيحرر ألمانيا من حكمه.
- أرسل للخدمة في تونس، فأطاح لغم بسيارته وأسفر الحادث عن فقده لعينه اليسرى ويده اليمنى، وإصبعين من أصابع يده اليسرى، فأرسل للعلاج في ميونيخ ومنح رتبة كولونيل.
- أعيد للجيش عندما أكد بأنه استعاد بصره جزئياً، وأنه قد تعلم الكتابة بأصابعه الثلاث المتبقية. حيث يستطيع أن يحل مكان ضابط آخر يستفيد منه الجيش على الجبهة.

## التخطيط لعملية الاغتيال
سنحت له فرصة المرض، التأمل في حال ألمانيا ،والتخطيط بعمق لاغتيال هتلر حتى لو كان الثمن التضحية بنفسه.
- ولما تم التصديق على قرار عودته للخدمة، أخذ يسعى بفضل علاقاته للحصول على مركز يتيح له مجال المثول أمام هتلر ،فحصل على منصب رئيس أركان الجيش الداخلي.
- اقترح شتاوفنبرج على رفاقه أن يقوم بعملية انتحارية لتأكيد قتل هتلر ،لكنهم أقنعوه بأن بقائه بعد الاغتيال ضروري، كانت مهمة شتاوفنبرج بعد الاغتيال هي نزع سلاح فرق الصاعقة وحل المنظمات النازية.
- أعطى لعملية الاغتيال اسم فالكيري.
- تم إضافة شرط آخر للعملية، هو أن يؤدي الانفجار إلى اغتيال هيرمان غورينغ وهيملر أيضاً.

## عملية فالكيري
المحاولة الأولى:
- في 11 يوليو 1944 استدعى شتاوفنبرج لحضور اجتماع هتلر في برشتسجادن، فذهب ومعه معاونه كلاوزينج يحمل كل منهما قنبله، كان شتاوفنبرج قد تدرب مئات المرات من قبل على كيفية إيصال الفتيل بواسطة كماشة.
- كانت الخطة بعدما يصل شتاوفنبرج فتيل قنبلته، أن يضعها في قاعة الاجتماع ويخرج متذرعاً بأي سبب، فيركب مع كلاوزينج الذي ينتظره في السيارة، وينطلق إلى المطار عائداً إلي برلين لتبدأ عملية فالكيري والإستيلاء على الحكم، علم شتاوفنبرج لدى وصوله إلى برشتسجادن أن هيملر لن يحضر الاجتماع، فجازف واتصل هاتفياً بالجنرال فردريك أولبرخت رئيس مكتب الجيش الأول، وأحد كبار المتآمرين، ليسأله عما إذا كان عليه أن ينفذ عمليه الاغتيال، فأجاب نفياً، بقيت القنبلة في سيارة كلاوزينج، في المساء تقرر إلغاء شرط حضور هيملر وغورينغ لإتمام عملية الاغتيال في المستقبل.
- المحاولة الثانية:
- كانت هناك محاولة بعد أربعة أيام في راستنبورج إلا أن مؤتمر الفوهرر قد ألغي في آخر لحظة.
- المحاولة الثالثة والأخيرة:
- في 20 يوليو أقلعت طائرة اتصال من مطار رانجسدورف وعلى متنها شتاوفنبرج ومساعده الملازم فرنر فون هافتن ،وقد حمل كل منهما حقيبة ثقيلة تحتوي على قنبلة، كان شتاوفنبرج يعلم أن هذه هي المحاولة الأخيرة، فلقد ألقى القبض على أحد المتآمرين وهو يوليوس لبير النائب الاشتراكي السابق في البرلمان ،ولن يبق ممكناً أن تدوم مؤامرة واسعة ومكشوفة كتلك وقتاً طويلاً.
- وعبر كمائن عديدة طوال الطريق إلى وكر الذئب راحت تدقق في الهويات غير مبالية بالتفتيش، نزل شتاوفنبرج أمام مقر الفيلد مارشال فلهيلم كيتل ،وهو يحمل حقيبته بينما القنبلة الأخرى مع هافتن في السيارة.
- كانت القنبلة الثانية مشكلة حقيقية، من الناحية البدنيه كان شتاوفنبرج عاجزاً على الدخول على هتلر حاملاً حقيبتين بثلاثة أصابع، لقد سبق لرفاقه في المؤامرة الذين صنعوا المتفجرات أن أكدوا له عشرات المرات، أن قنبلة واحدة من هذا النوع عندما تنفجر في مكان مغلق كفيلة بالقضاء على كل الحاضرين، فرضي أخيراً بالأمر الواقع.
- راح شتاوفنبرج يموه أمام كيتل حقيقة الموضوع الذي أتى به إلى رستنبورج للقاء الفوهرر ،حتى يتسنى له الحديث عن الفرق الجديدة التي أنشأها الاحتياط الحربي، وحين تناول كيتل قبعته وهم بالخروج، انتقل شتاوفنبرج إلى غرفة الملابس، حطم كبسولة الحامض بواسطة كلابته، خرج شتاوفنبرج معتذراً، وعرض عليه كيتل أن يحمل له حقيبته، فرفض شتاوفنبرج.
- جرى الاجتماع في لاجيباراك كما كان في كل مرة لا تكون فيها المنطقة في حالة إنذار جوي، إنه منبر خشبي تحميه عوارض خرسانية، ويتقدمه مركز للهاتف يقوم بالحراسة أمامه صف ضابط، قال له شتاوفنبرج إنه ينتظر مكالمة مستعجلة من برلين ثم دخل القاعة وراء كيتل والجنرال بوهلي.
- كانت جلسة الاجتماع قد بدأت منذ دقائق قليلة، وكان الجنرال هويزنجر يعرض آخر التطورات على الجبهة الشرقية، فقاطعه كيتل موضحا سبب وجود شتاوفنبرج، فما كان من هتلر إلا أن وجه التحية إلي الكولونيل شتاوفنبرج وطلب من الجنرال هويزنجر أن ينهي عرضه.
- عند ذلك أسند شتاوفنبرج حقيبته إلى إحدى الدعائم الخشبية القوية التي تحمل الطاولة من الجهة الداخلية أي في اتجاه الفوهرر مباشرة، وبعد ذلك خطا خطوة إلى الوراء، وانتظر بضع ثوان وخرج.
- تنبه كيتل بعد لحظات إلى غياب شتاوفنبرج، فخرج يبحث عنه ويخبره بأن دوره في الكلام قد اقترب، فلم يجده في ردهة الانتظار، وقبل أن يدخل كيتل قاعة الاجتماع، انفجرت القنبلة.
- كان شتاوفنبرج وهافتن ينتظران على مقربة من مكتب الجنرال فليجيبل ،فسمعا الانفجار وانطلقا باتجاه المطار، وصل شتاوفنبرج برلين واتصل هاتفياً بالجنرال أولبرخت ناقلاً إليه الخبر السعيد:لقد مات هتلر..
- هرع أولبرخت إلى الجنرال فروم يبلغه الحدث العظيم، عليه أن يوقع أمراً بالتحرك لإنجاز الخطة فالكيري التي سبق وضع تفاصيلها فطلب فروم تأكيد مقتل هتلر ،فطلب أولبرخت كيتل ،وكان يتوقع أن راستنبورج لن تجيب، إذ أن المفروض أن يكون الجنرال فليجيبل قد شل حركة مراكز الهاتف، لكنه فوجئ عندما سمع صوت كيتل يجيبه، أخذ فروم السماعة وقال له، إن شائعة حول محاولة اغتيال هتلر قد انتشرت في برلين ،فأكد له كيتل ذلك، وأن الفوهرر لم يصب بجروح بليغة، حتى أنه ذهب ينتظر موسوليني في محطة راستنبورج ،ثم سأله كيتل عن شتاوفنبرج، فأجاب فروم أنه لا يعرف عنه شيئاً.
- لم يشك أحد في شتاوفنبرج حتى تلك اللحظة، إذ ساعد اعتقاد بأن طائرة تمكنت من إصابة مقر هتلر ،ودارت شكوك أخرى حول عملية تخريب قام بها عمال أجانب.
- قتل في الانفجار أربعة هم جنرال شمونت ،جنرال الطيران كورتن ،كولونيل برانديث الذي غير اتجاه الحقيبة بعدما تعثر بها، وأخيراً كاتب الأخترال بيرجر.
- وفي برلين تمكن فريق المتآمرين من السيطرة على مبنى وزارة الحربية ومقر القيادة العامة للجيش، ونصب الجنرال فيتزليبن نفسه القائد الأعلى للجيش الألماني.
- لكن خطوط المؤامرة تكشفت شيئاً فشيئاً، وكان شتاوفنبرج هو الذي أبلغ شركائه في المؤامرة أن الانقلاب قد فشل، وأنه لم يبق لديهم سوى التفكير بسلامتهم الشخصية وسلامة عوائلهم.
- كان الجنرال فيتزليبن قد عاد إلى منزله ينتظر ساعة اعتقاله، بينما هرب الجنرال جوردلر ،وانتحر ؟؟؟ وعدد آخر من الجنرالات، واقتيد بعضهم إلى سجن موابيت العسكري، وسيق يورك وشفيرين وبرتولد دي شتاوفنبرج (شقيق كلاوس)إلى مبنى الجستابو.
- ثم صرح فروم بأن محكمة عسكرية تشكلت سريعاً، وقد حكمت بإعدام الجنرال أولبرخت ،الكولونيل ميرتز ،الكولونيل شتاوفنبرج، والملازم هافتن، فأنزلو جميعاً ساحة السجن وأعدموا رمياً بالرصاص على ضوء مصابيح السيارة.
- أعدم هتلر شنقاً 22 جنرالاً، وانتحر 58 أشهرهم روميل.

## السينما وشتاوفنبرج
أُنتجت العديد من الأفلام التي تتناول حياة شتاوفنبرج، كان آخرها فيلمًا يحمل اسم فالكايري، يؤدي فيه الممثل الأمريكي توم كروز دور الكولونيل شتاوفنبرج.

## روابط خارجية
- كلاوس فون شتاوفنبرج على موقع الموسوعة البريطانية (الإنجليزية)
- كلاوس فون شتاوفنبرج على موقع مونزينجر (الألمانية)
- كلاوس فون شتاوفنبرج على موقع إن إن دي بي (الإنجليزية)